# Eleições estaduais no Espírito Santo em 2014
As eleições estaduais no Espírito Santo em 2014 ocorreram em 5 de outubro como parte das eleições gerais em 26 estados e no Distrito Federal. Foram eleitos o governador Paulo Hartung, o vice-governador César Colnago, a senadora Rose de Freitas, 10 deputados federais e 30 estaduais. Como o candidato mais votado obteve mais da metade mais um dos votos válidos o pleito foi decidido em primeiro turno e conforme a Constituição a posse do governador e do vice-governador se daria em 1º de janeiro de 2015 para quatro anos de mandato já sob a égide da reeleição.
Aliado de Renato Casagrande no pleito de 2010, Paulo Hartung teve que enfrentar seu antigo correligionário e candidatou-se ao Palácio Anchieta numa campanha onde acabou vitorioso. Natural de Guaçuí, presidiu o Diretório Central dos Estudantes na Universidade Federal do Espírito Santo, onde se formou em economia e chegou a integrar o então clandestino PCB. Membro do Comitê Brasileiro pela Anistia, assinou filiação ao MDB e depois ao PMDB. Eleito deputado estadual em 1982, votou em Tancredo Neves como integrante da delegação capixaba presente no Colégio Eleitoral em 1985. Reeleito em 1986, entrou no PSDB sendo eleito deputado federal em 1990. Voto favorável à abertura do impeachment de Fernando Collor em 1992, nesse mesmo ano elegeu-se prefeito de Vitória e  conquistou um mandato de senador em 1998. Filiado ao PSB triunfou ao disputar o governo capixaba em 2002. Após nova troca partidária foi reconduzido ao Palácio Anchieta pelo PMDB em 2006 e assegurou um inédito terceiro mandato de governador em 2014.
Nascido em Itarana, o médico César Colnago tem formação pela Universidade Federal do Espírito Santo e nela cumpriu residência em Medicina Geral Comunitária. Especialista em Medicina do Trabalho pela Fundação Jorge Duprat Figueiredo (Fundacentro) e em Organização Serviços de Saúde pela Universidade Federal de Minas Gerais, prestou serviços na área de saúde junto à Secretaria Estadual de Saúde e às prefeituras de Serra e Vitória. Ligado a Paulo Hartung, foi secretário municipal de Meio Ambiente e secretário municipal de Educação quando o mesmo foi prefeito da capital capixaba. Eleito vereador em Vitória via PSDB em 1992 e 1996, conquistou um outro mandato pelo PPS no ano 2000. Eleito deputado estadual em 2002, foi presidente da Assembleia Legislativa do Espírito Santo e voltou ao PSDB a tempo de reeleger-se em 2006 e nesse mandato foi secretário de Agricultura no segundo governo Paulo Hartung. Posteriormente foi eleito deputado federal em 2010 e vice-governador do Espírito Santo no ano de 2014.
Jornalista nascida na cidade mineira de Caratinga, Rose de Freitas filiou-se ao MDB em 1976 e graças à popularidade do programa de rádio que apresentava, foi eleita deputada estadual via PMDB em 1982. Vencida na convenção partidária que sacramentou a candidatura de Hermes Laranja à prefeitura de Vitória em 1985, elegeu-se deputada federal em 1986 e tomou parte na elaboração da Carta de 1988 quando já estava no PSDB, legenda pela qual foi reeleita em 1990. Favorável à abertura do processo de impeachment do presidente Fernando Collor em 1992, perdeu a eleição para o governo capixaba em 1994. Diretora administrativa do atual Instituto Brasileiro de Turismo no governo do presidente Fernando Henrique Cardoso, obteve novos mandatos de deputada federal em 2002, 2006 e 2010, voltou ao PMDB nesse interregno e em 2014 venceu a eleição para o Senado Federal.

## Resultado da eleição para governador
Conforme os arquivos da Justiça Eleitoral foram apurados 1.909.594 votos nominais.
| Candidatos a governador do estado | Candidatos a vice-governador | Número | Coligação                                                                                            | Votação   | Percentual |
| --------------------------------- | ---------------------------- | ------ | --- | --------- | ---------- |
| Paulo Hartung PMDB                | César Colnago PSDB           | 15     | O Espírito Santo pode muito mais (PMDB, PSDB, DEM, PTB, PSL, PTN, PP, SD, PEN, PRP, PPL, PROS)       | 1.020.440 | 53,44%     |
| Renato Casagrande PSB             | Fabrício Gandini PPS         | 40     | Pra frente Espírito Santo (PSB, PPS, PR, PSC, PSD, PTC, PCdoB, PV, PSDC, PHS, PRTB, PTdoB, PMN, PRB) | 751.293   | 39,34%     |
| Roberto Carlos PT                 | Célia Tavares PT             | 13     | Com a força do povo capixaba (PT, PDT)                                                               | 114.691   | 6,01%      |
| Camila Valadão PSOL               | Wilson Jesus Jr PSOL         | 50     | PSOL (sem coligação)                                                                                 | 21.044    | 1,10%      |
| Mauro Ribeiro PCB                 | Aurélio Carlos de Moura PCB  | 21     | Frente Classista e Socialista (PCB, PSTU)                                                            | 2.126     | 0,11%      |

## Resultado da eleição para senador
Conforme os arquivos da Justiça Eleitoral foram apurados 1.680.726 votos nominais.
| Candidatos a senador da República | Candidatos a suplente de senador              | Número | Coligação                                                                                            | Votação | Percentual |
| --------------------------------- | --------------------------------------------- | ------ | --- | ------- | ---------- |
| Rose de Freitas PMDB              | Luiz Pastore PMDB Schariff Moyses PMDB        | 156    | O Espírito Santo pode muito mais (PMDB, PSDB, DEM, PTB, PSL, PTN, PP, SD, PEN, PRP, PPL, PROS)       | 776.978 | 46,23%     |
| Neucimar Fraga PV                 | Renato Pedrini PCdoB Leonardo Loiola PSD      | 433    | Pra frente Espírito Santo (PSB, PPS, PR, PSC, PSD, PTC, PCdoB, PV, PSDC, PHS, PRTB, PTdoB, PMN, PRB) | 522.920 | 31,11%     |
| João Coser PT                     | Remegildo Milanez PDT Joana D'Arc de Sousa PT | 131    | Com a força do povo capixaba (PT, PDT)                                                               | 338.810 | 20,16%     |
| André Moreira PSOL                | Fábio Félix PSOL Rita Lima PSOL               | 500    | PSOL (sem coligação)                                                                                 | 32.006  | 1,90%      |
| Rafael Furtado PSTU               | Shirlei de Moura PSTU Edgar Sena PCB          | 161    | Frente Classista e Socialista (PCB, PSTU)                                                            | 10.012  | 0,60%      |

## Deputados federais eleitos
São relacionados os candidatos eleitos com informações complementares da Câmara dos Deputados.

Representação eleita
  PT: 2
  PDT: 1
  PMDB: 1
  PSDB: 1
  PSB: 1
  PROS: 1
  SD: 1
  PV: 1
  PP: 1

Fonteː
| Número | Deputados federais eleitos | Partido | Votação | Percentual | Cidade onde nasceu    | Unidade federativa |
| 1212   | Sérgio Vidigal             | PDT     | 161.744 | 9,01%      | Vitória               | Espírito Santo     |
| 1515   | Lelo Coimbra               | PMDB    | 94.759  | 5,28%      | Vitória               | Espírito Santo     |
| 4500   | Max Mauro Filho            | PSDB    | 91.210  | 5,08%      | Vila Velha            | Espírito Santo     |
| 4040   | Paulo Foletto              | PSB     | 88.110  | 4,91%      | Colatina              | Espírito Santo     |
| 1350   | Helder Salomão             | PT      | 83.967  | 4,68%      | Governador Lindenberg | Espírito Santo     |
| 9090   | Jorge Silva                | PROS    | 69.880  | 3,89%      | São Mateus            | Espírito Santo     |
| 7777   | Carlos Manato              | SD      | 67.631  | 3,77%      | Alegre                | Espírito Santo     |
| 1320   | Givaldo Vieira             | PT      | 50.928  | 2,84%      | Laranja da Terra      | Espírito Santo     |
| 4343   | Evair de Melo              | PV      | 48.829  | 2,72%      | Conceição do Castelo  | Espírito Santo     |
| 1145   | Marcus Vicente             | PP      | 45.525  | 2,54%      | Ibiraçu               | Espírito Santo     |

## Deputados estaduais eleitos
Estavam em jogo 30 cadeiras na Assembleia Legislativa do Espírito Santo.

Representação eleita
  PMDB: 4
  PT: 3
  PRP: 3
  PPS: 2
  DEM: 2
  PDT: 2
  PSB: 2
  PP: 2
  PSDB: 2
  PR: 1
  PEN: 1
  PMN: 1
  PV: 1
  PSD: 1
  SD: 1
  PRTB: 1
  PTC: 1

Fonteː
| Número | Deputados estaduais eleitos | Partido | Votação | Percentual | Cidade onde nasceu      | Unidade federativa |
| 23000  | Amaro Neto                  | PPS     | 55.408  | 2,93%      | Vitória                 | Espírito Santo     |
| 25100  | Theodorico Ferraço          | DEM     | 49.366  | 2,61%      | Cachoeiro de Itapemirim | Espírito Santo     |
| 15100  | Hércules Silveira           | PMDB    | 43.795  | 2,31%      | Cachoeiro de Itapemirim | Espírito Santo     |
| 12600  | Josias da Vitória           | PDT     | 40.090  | 2,12%      | Colatina                | Espírito Santo     |
| 15555  | Guerino Zanon               | PMDB    | 38.643  | 2,04%      | Linhares                | Espírito Santo     |
| 40100  | José Eustáquio de Freitas   | PSB     | 33.945  | 1,79%      | Conselheiro Pena        | Minas Gerais       |
| 13333  | Honório Siqueira            | PT      | 29.991  | 1,58%      | Mantenópolis            | Espírito Santo     |
| 15123  | Marcelo Coutinho            | PMDB    | 28.234  | 1,49%      | Cariacica               | Espírito Santo     |
| 13690  | José Carlos Nunes da Silva  | PT      | 26.740  | 1,41%      | Vila Velha              | Espírito Santo     |
| 22300  | Gilsinho Lopes              | PR      | 25.749  | 1,36%      | Vitória                 | Espírito Santo     |
| 25123  | Edson Magalhães             | DEM     | 24.974  | 1,32%      | Alegre                  | Espírito Santo     |
| 15500  | Luzia Toledo                | PMDB    | 24.375  | 1,29%      | Mimoso do Sul           | Espírito Santo     |
| 51555  | Rafael Favatto Garcia       | PEN     | 23.383  | 1,24%      | Vila Velha              | Espírito Santo     |
| 13123  | Rodrigo Coelho              | PT      | 23.201  | 1,23%      | Bom Jesus de Itabapoana | Rio de Janeiro     |
| 12444  | Euclério Sampaio Júnior     | PDT     | 23.033  | 1,22%      | Cariacica               | Espírito Santo     |
| 44300  | Hudson Leal                 | PRP     | 22.180  | 1,17%      | Vila Velha              | Espírito Santo     |
| 33800  | Janete de Sá                | PMN     | 21.999  | 1,16%      | Cariacica               | Espírito Santo     |
| 40011  | Bruno Lamas                 | PSB     | 19.809  | 1,05%      | Vitória                 | Espírito Santo     |
| 43456  | Gildevan Fernandes          | PV      | 18.763  | 0,99%      | Pinheiros               | Espírito Santo     |
| 55555  | Enivaldo dos Anjos          | PSD     | 18.625  | 0,98%      | Barra de São Francisco  | Espírito Santo     |
| 23123  | Sandro Locutor              | PPS     | 17.190  | 0,91%      | Vitória                 | Espírito Santo     |
| 11000  | Cacau Lorenzoni             | PP      | 16.892  | 0,89%      | Domingos Martins        | Espírito Santo     |
| 77333  | Raquel Lessa                | SD      | 16.160  | 0,85%      | Itaguaçu                | Espírito Santo     |
| 11190  | Erick Musso                 | PP      | 14.638  | 0,77%      | Vitória                 | Espírito Santo     |
| 44569  | Dary Pagung                 | PRP     | 14.327  | 0,76%      | Baixo Guandu            | Espírito Santo     |
| 44567  | Almir Vieira                | PRP     | 14.020  | 0,74%      | Anchieta                | Espírito Santo     |
| 28100  | Marcos Bruno                | PRTB    | 13.776  | 0,73%      | Vitória                 | Espírito Santo     |
| 45500  | Marcos Mansur               | PSDB    | 13.568  | 0,72%      | Cachoeiro de Itapemirim | Espírito Santo     |
| 36036  | Eliana Dadalto              | PTC     | 12.345  | 0,65%      | Rio Bananal             | Espírito Santo     |
| 45456  | Sérgio Majeski              | PSDB    | 12.007  | 0,63%      | Santa Leopoldina        | Espírito Santo     |

## Pesquisas de opinião
Em todos os resultados, consideram-se as pesquisas estimuladas, ou seja, em que os nomes dos candidatos são apresentados a quem responde.

### Governador

#### Intenção de voto
| Data                                   | Instituto   | Candidato      | Candidato           | Candidato   | Candidato     | Candidato     | Candidato         | Candidato       | Candidato      | Branco, nulo ou nenhum | Não respondeu, não sabe ou indeciso |
| Data                                   | Instituto   | Camila Valadão | Guerino Balestrassi | Magno Malta | Mauro Ribeiro | Paulo Hartung | Renato Casagrande | Ricardo Ferraço | Roberto Carlos | Branco, nulo ou nenhum | Não respondeu, não sabe ou indeciso |
| -------------------------------------- | ----------- | -------------- | ------------------- | ----------- | ------------- | ------------- | ----------------- | --------------- | -------------- | ---------------------- | ----------------------------------- |
| 22 à 24 de outubro de 2013             | Enquet      |                | 2,3%                | 15,1%       |               |               | 43,1%             | 18,4%           |                | 8,8%                   | 12,3%                               |
| 22 à 24 de outubro de 2013             | Enquet      |                | 2,3%                | 16,1%       |               |               | 42,9%             | 19,4%           |                | 8,5%                   | 13,0%                               |
| 29 a 31 de outubro 2013                | Futura      |                | 1,9%                | 21,5%       |               |               | 46,6%             | 14,1%           |                | 8,5%                   | 7,3%                                |
| 29 a 31 de outubro 2013                | Futura      |                | 1,6%                | 19,8%       |               | 30,9%         | 36,0%             |                 |                | 6,5%                   | 5,2%                                |
| 29 a 31 de outubro 2013                | Futura      |                |                     |             |               | 41,9%         | 42,8%             |                 |                | 8,2%                   | 7,1%                                |
| 22 a 28 de abril de 2014               | Futura      |                | 1,9%                | 15,2%       |               | 34,1%         | 30,0%             |                 |                | 10,5%                  | 8,3%                                |
| 22 a 28 de abril de 2014               | Futura      |                | 2,2%                |             |               | 39,4%         | 35,0%             |                 |                | 13,7%                  | 9,7%                                |
| 23 a 29 de abril de 2014               | FlexConsult |                | 3,2%                | 7,1%        |               | 38,6%         | 30,0%             |                 |                | 4,5%                   | 16,6%                               |
| 23 a 29 de abril de 2014               | FlexConsult |                | 2,7%                |             |               | 39,7%         | 31,7%             |                 |                | 6,4%                   | 19,5%                               |
| 23 a 29 de abril de 2014               | FlexConsult |                |                     |             |               | 44,0%         | 32,5%             |                 |                | 6,5%                   | 17,0%                               |
| 19 a 27 de junho de 2014               | Flexconsult | 1,4%           |                     |             | 0,3%          | 47,3%         | 32,5%             |                 | 0,7%           | 6,5%                   | 11,3%                               |
| 7 a 10 de julho de 2014                | Futura      | 2,4%           |                     |             | 0,8%          | 47,9%         | 26,8%             |                 | 1,4%           | 7,6%                   | 13,3%                               |
| 7 a 10 de julho de 2014                | Futura      |                |                     |             |               | 50,3%         | 32,1%             |                 |                | 5,8%                   | 11,9%                               |
| 22 e 23 de julho de 2014               | Enquet      | 2,0%           |                     |             | 0,4%          | 48,8%         | 30,0%             |                 | 0,8%           | 5,4%                   | 12,6%                               |
| 22 e 23 de julho de 2014               | Enquet      |                |                     |             |               | 50,9%         | 31,2%             |                 |                | 5,4%                   | 12,6%                               |
| 22 e 23 de julho de 2014               | Enquet      |                |                     |             |               | 66,4%         |                   |                 | 4,6%           | 8,0%                   | 21,1%                               |
| 22 e 23 de julho de 2014               | Enquet      |                |                     |             |               |               | 54,2%             |                 | 7,7%           | 11,9%                  | 26,1%                               |
| 23 a 25 de julho de 2014               | Brand       | 2,1%           |                     |             | 0,5%          | 41,6%         | 29,7%             |                 | 2,5%           | 7,3%                   | 16,1%                               |
| 23 a 25 de julho de 2014               | Brand       |                |                     |             |               | 47,6%         | 34,4%             |                 |                | 8,8%                   | 9,2%                                |
| 24 a 29 de julho de 2014               | FlexConsult | 1,7%           |                     |             | 0,2%          | 49,0%         | 28,8%             |                 | 1,3%           | 6,4%                   | 12,6%                               |
| 9 a 11 de agosto de 2014               | Futura      | 1,2%           |                     |             | 0,6%          | 49,8%         | 31,9%             |                 | 1,2%           | 5,9%                   | 9,4%                                |
| 25 a 28 de agosto de 2014              | Enquet      | 1,5%           |                     |             | 0,2%          | 48,4%         | 34,7%             |                 | 1,2%           | 3,9%                   | 10,0%                               |
| 25 a 28 de agosto de 2014              | Enquet      |                |                     |             |               | 49,9%         | 36,7%             |                 |                | 4,4%                   | 9,1%                                |
| 26 a 28 de agosto de 2014              | Ibope       | 2%             |                     |             | 1%            | 44%           | 30%               |                 | 3%             | 10%                    | 10%                                 |
| 26 a 28 de agosto de 2014              | Brand       | 2,0%           |                     |             | 0,7%          | 42,6%         | 30,1%             |                 | 2,8%           | 7,0%                   | 14,9%                               |
| 9 a 11 de setembro de 2014             | Ibope       | 2%             |                     |             | 2%            | 42%           | 29%               |                 | 2%             | 8%                     | 15%                                 |
| 15 a 18 de setembro de 2014            | Enquet      | 0,9%           |                     |             | 0,8%          | 47,9%         | 33,8%             |                 | 1,8%           | 4,2%                   | 10,6%                               |
| 16 a 18 de setembro de 2014            | Futura      | 2,0%           |                     |             | 0,0%          | 48,8%         | 30,8%             |                 | 1,2%           | 4,2%                   | 13,0%                               |
| 17 a 19 de setembro de 2014            | Brand       | 2%             |                     |             | 0,2%          | 45%           | 36%               |                 | 3%             | 5%                     | 9%                                  |
| 17 a 19 de setembro de 2014            | Brand       |                |                     |             |               | 50%           | 34%               |                 |                |                        |                                     |
| 20 a 27 de setembro de 2014            | FlexConsult | 1,3%           |                     |             | 0,3%          | 47,6%         | 29,4%             |                 | 2,2%           | 5,1%                   | 14,1%                               |
| 23 e 24 de setembro de 2014            | Futura      | 0,6%           |                     |             | 0,4%          | 49,8%         | 28,0%             |                 | 2,5%           | 6,5%                   | 12,2%                               |
| 23 e 24 de setembro de 2014            | Futura      |                |                     |             |               | 53%           | 31%               |                 |                | 7%                     | 9%                                  |
| 29 de setembro a 1º de outubro de 2014 | Brand       | 3%             |                     |             | 0%            | 45%           | 39%               |                 | 3%             | 4%                     | 7%                                  |
| 29 de setembro a 1º de outubro de 2014 | Brand       |                |                     |             |               | 51%           | 42%               |                 |                |                        |                                     |
| 29 de setembro a 3 de outubro de 2014  | Ibope       | 3%             |                     |             | 1%            | 42%           | 30%               |                 | 5%             | 10%                    | 9%                                  |
| 29 de setembro a 3 de outubro de 2014  | Ibope       |                |                     |             |               | 50%           | 32%               |                 |                | 9%                     | 9%                                  |
| 30 de setembro a 2 de outubro de 2014  | Enquet      | 1,2%           |                     |             | 0,3%          | 46,9%         | 39,1%             |                 | 2,2%           | 2,5%                   | 7,7%                                |
| 29 de setembro a 3 de outubro de 2014  | FlexConsult | 0,7%           |                     |             | 0,3%          | 43,2%         | 34,1%             |                 | 1,9%           | 4,6%                   | 15,4%                               |
| 29 de setembro a 3 de outubro de 2014  | FlexConsult |                |                     |             |               | 45,0%         | 36,9%             |                 |                |                        | 14,5%                               |
| 1º e 2 de outubro de 2014              | Futura      | 1%             |                     |             | 0,3%          | 45%           | 31%               |                 | 2%             | 6%                     | 14%                                 |
| 1º e 2 de outubro de 2014              | Futura      |                |                     |             |               | 50%           | 34%               |                 |                | 5,5%                   | 11%                                 |

#### Rejeição
| Data                                   | Instituto   | Candidato      | Candidato           | Candidato   | Candidato     | Candidato     | Candidato         | Candidato       | Candidato      | Candidato | Não rejeita ninguém | Rejeita todos | Não respondeu, não sabe ou indeciso |
| Data                                   | Instituto   | Camila Valadão | Guerino Balestrassi | Magno Malta | Mauro Ribeiro | Paulo Hartung | Renato Casagrande | Ricardo Ferraço | Roberto Carlos | Outros    | Não rejeita ninguém | Rejeita todos | Não respondeu, não sabe ou indeciso |
| -------------------------------------- | ----------- | -------------- | ------------------- | ----------- | ------------- | ------------- | ----------------- | --------------- | -------------- | --------- | ------------------- | ------------- | ----------------------------------- |
| 22 a 24 de outubro de 2013             | Enquet      |                | 15,0%               | 34,1%       |               |               | 5,8%              | 9,6%            |                |           | 13,4%               |               | 22,2%                               |
| 29 a 31 de outubro de 2013             | Futura      |                | 24,0%               | 30,9%       |               | 11,8%         | 13,1%             | 13,1%           |                |           | 13,4%               | 2,4%          | 5,0%                                |
| 22 a 28 de abril de 2014               | Futura      |                | 22,9%               | 27,9%       |               | 8,3%          | 12,2%             |                 |                | 19,6%     | 13,5%               | 5,1%          | 8,9%                                |
| 23 a 29 de abril de 2014               | FlexConsult |                | 28,9%               | 11,0%       |               | 5,7%          | 9,6%              |                 |                |           |                     | 7,9%          | 36,9%                               |
| 23 a 29 de abril de 2014               | FlexConsult |                | 34,4%               |             |               | 6,6%          | 11,1%             |                 |                |           |                     | 11,1%         | 36,8%                               |
| 23 a 29 de abril de 2014               | FlexConsult |                |                     |             |               | 17,5%         | 28,0%             |                 |                |           |                     | 14,7%         | 39,8%                               |
| 19 a 27 de junho de 2014               | Flexconsult | 7,5%           |                     |             | 5,4%          | 9,3%          | 19,0%             |                 | 12,1%          |           |                     | 21,2%         | 25,5%                               |
| 7 a 10 de julho de 2014                | Futura      | 16,5%          |                     |             | 11,6%         | 9,1%          | 16,0%             |                 | 12,8%          |           | 30,5%               | 2,0%          | 18,8%                               |
| 22 e 23 de julho de 2014               | Enquet      | 10,2%          |                     |             | 12,0%         | 7,4%          | 14,9%             |                 | 12,6%          |           | 18,4%               |               | 24,5%                               |
| 23 a 25 de julho de 2014               | Brand       | 8,8%           |                     |             | 6,8%          | 9,2%          | 10,4%             |                 | 7,7%           |           | 49,8%               | 4,2%          | 3,2%                                |
| 24 a 29 de julho de 2014               | FlexConsult | 11,1%          |                     |             | 4,7%          | 8,2%          | 17,4%             |                 | 8,1%           |           |                     | 15,8%         | 34,7%                               |
| 9 a 11 de agosto de 2014               | Futura      | 19,2%          |                     |             | 13,8%         | 9,4%          | 15,8%             |                 | 17,9%          |           | 32,6%               | 2,8%          | 13,8%                               |
| 25 a 28 de agosto de 2014              | Enquet      | 12,4%          |                     |             | 13,6%         | 10,1%         | 14,1%             |                 | 11,9%          |           | 21,6%               |               | 16,4%                               |
| 26 a 28 de agosto de 2014              | Ibope       | 16%            |                     |             | 13%           | 10%           | 15%               |                 | 14%            |           | 25%                 |               | 27%                                 |
| 26 a 28 de agosto de 2014              | Brand       | 10,0%          |                     |             | 5,8%          | 8,7%          | 12,1%             |                 | 8,6%           |           | 44,3%               | 3,5%          | 7,1%                                |
| 9 a 11 de setembro de 2014             | Ibope       | 16%            |                     |             | 18%           | 8%            | 14%               |                 | 18%            |           | 20%                 |               | 38%                                 |
| 15 a 18 de setembro de 2014            | Enquet      | 11,9%          |                     |             | 13,8%         | 8,1%          | 12,9%             |                 | 13,5%          |           | 19,6%               |               | 20,3%                               |
| 16 a 18 de setembro de 2014            | Futura      | 17,2%          |                     |             | 12,2%         | 9,8%          | 12,5%             |                 | 14,9%          |           |                     |               |                                     |
| 17 a 19 de setembro de 2014            | Brand       | 9%             |                     |             | 7%            | 9%            | 9%                |                 | 11%            |           | 48%                 | 3%            | 3%                                  |
| 23 e 24 de setembro de 2014            | Futura      | 14%            |                     |             | 10%           | 9%            | 14%               |                 | 14%            |           | 33%                 | 3%            | 18%                                 |
| 20 a 27 de setembro de 2014            | FlexConsult | 7,2%           |                     |             | 3,9%          | 8,1%          | 13,8%             |                 | 10,8%          |           |                     | 20,6%         | 35,6%                               |
| 29 de setembro a 1º de outubro de 2014 | Brand       | 10%            |                     |             | 7%            | 11%           | 13%               |                 | 10%            |           | 45%                 | 2%            | 2%                                  |
| 30 de setembro a 2 de outubro de 2014  | Enquet      | 12,0%          |                     |             | 13,9%         | 11,7%         | 13,0%             |                 | 14,6%          |           | 19,6%               |               | 15,3%                               |
| 29 de setembro a 3 de outubro de 2014  | FlexConsult | 7,5%           |                     |             | 4,3%          | 12,5%         | 12,2%             |                 | 7,6%           |           |                     | 27,8%         | 28,1%                               |
| 1º e 2 de outubro de 2014              | Futura      | 12,5%          |                     |             | 6%            | 10%           | 14%               |                 | 14%            |           | 32%                 | 3%            | 18,5%                               |

### Senador

#### Intenção de voto
| Data                                  | Instituto   | Candidato     | Candidato         | Candidato  | Candidato            | Candidato                | Candidato      | Candidato     | Candidato       | Candidato       | Branco, nulo ou nenhum | Não respondeu, não sabe ou indeciso |
| Data                                  | Instituto   | André Moreira | Fabiano Contarato | João Coser | Luiz Cláudio Ribeiro | Luiz Paulo Vellozo Lucas | Neucimar Fraga | Paulo Hartung | Raphael Furtado | Rose de Freitas | Branco, nulo ou nenhum | Não respondeu, não sabe ou indeciso |
| ------------------------------------- | ----------- | ------------- | ----------------- | ---------- | -------------------- | ------------------------ | -------------- | ------------- | --------------- | --------------- | ---------------------- | ----------------------------------- |
| 22 a 24 de outubro de 2013            | Enquet      |               | 10,9%             | 8,0%       |                      |                          |                | 63,1%         |                 |                 | 7,4%                   | 10,6%                               |
| 22 a 24 de outubro de 2013            | Enquet      |               | 21,9%             | 20,7%      |                      |                          |                |               |                 | 17,7%           | 13,1%                  | 26,6%                               |
| 29 a 31 de outubro de 2013            | Futura      |               | 10,2%             | 13,5%      |                      |                          |                | 59,6%         |                 |                 | 8,6%                   | 8,0%                                |
| 29 a 31 de outubro de 2013            | Futura      |               | 16,8%             | 22,2%      |                      |                          |                |               |                 | 22,9%           | 22,0%                  | 16,1%                               |
| 22 a 28 de abril de 2014              | Futura      |               | 15,8%             | 18,9%      |                      |                          |                |               |                 | 21,9%           | 25,9%                  | 17,6%                               |
| 22 a 28 de abril de 2014              | Futura      |               | 11,6%             | 12,2%      |                      |                          |                | 51,6%         |                 |                 | 12,6%                  | 11,9%                               |
| 23 a 29 de abril de 2014              | FlexConsult |               | 7,4%              | 16,0%      |                      | 13,7%                    | 7,0%           |               |                 | 13,3%           | 10,8%                  | 31,8%                               |
| 19 a 27 de junho de 2014              | FlexConsult | 1,2%          | 15,5%             | 23,0%      | 1,9%                 |                          |                |               | 1,0%            | 16,7%           | 13,9%                  | 26,8%                               |
| 7 a 10 de julho de 2014               | Futura      | 1,6%          | 13,6%             | 17,5%      |                      |                          |                |               | 1,1%            | 20,4%           | 17,5%                  | 28,3%                               |
| 22 a 23 de julho de 2014              | Enquet      | 1,5%          |                   | 22,6%      |                      |                          | 11,2%          |               | 2,4%            | 24,2%           | 6,8%                   | 31,3%                               |
| 23 a 25 de julho de 2014              | Brand       | 1,7%          |                   | 20,6%      |                      |                          | 14,5%          |               | 1,3%            | 11,2%           | 17,9%                  | 32,7%                               |
| 24 a 29 de julho de 2014              | FlexConsult | 2,0%          |                   | 19,5%      |                      |                          | 11,6%          |               | 1,9%            | 17,8%           | 14,7%                  | 32,5%                               |
| 9 a 11 de agosto de 2014              | Futura      | 1,8%          |                   | 17,9%      |                      |                          | 13,0%          |               | 1,5%            | 21,9%           | 15,1%                  | 28,9%                               |
| 25 a 28 de agosto de 2014             | Enquet      | 2,0%          |                   | 27,9%      |                      |                          | 14,4%          |               | 1,6%            | 23,7%           | 8,3%                   | 22,1%                               |
| 26 a 28 de agosto de 2014             | Ibope       | 1%            |                   | 28%        |                      |                          | 13%            |               | 2%              | 22%             | 13%                    | 20%                                 |
| 26 a 28 de agosto de 2014             | Brand       | 1,1%          |                   | 17,3%      |                      |                          | 14,3%          |               | 0,8%            | 16,8%           | 14,5%                  | 35,4%                               |
| 9 a 11 de setembro de 2014            | Ibope       | 1%            |                   | 21%        |                      |                          | 14%            |               | 0%              | 22%             | 11%                    | 29%                                 |
| 15 a 18 de setembro de 2014           | Enquet      |               |                   | 26,0%      |                      |                          | 13,1%          |               |                 | 29,5%           |                        |                                     |
| 16 a 18 de setembro de 2014           | Futura      |               |                   | 14,6%      |                      |                          | 17,0%          |               |                 | 27,3%           |                        |                                     |
| 17 a 19 de setembro de 2014           | Brand       | 1%            |                   | 23%        |                      |                          | 18%            |               | 0,3%            | 24%             | 12%                    | 22%                                 |
| 20 a 27 de setembro de 2014           | FlexConsult | 1,1%          |                   | 16,7%      |                      |                          | 14,3%          |               | 1,8%            | 36,1%           | 10%                    | 20%                                 |
| 23 a 24 de setembro de 2014           | Futura      | 1,5%          |                   | 12,8%      |                      |                          | 13,5%          |               | 0,5%            | 26,6%           |                        |                                     |
| 29 de setembro a 1 de outubro de 2014 | Brand       | 0%            |                   | 22%        |                      |                          | 16%            |               | 0%              | 32%             | 12%                    | 17%                                 |
| 30 de setembro a 2 de outubro de 2014 | Enquet      | 0,6%          |                   | 21,4%      |                      |                          | 16,8%          |               | 0,9%            | 37,2%           | 3,2%                   | 19,9%                               |
| 29 de setembro a 3 de outubro de 2014 | FlexConsult | 1,1%          |                   | 16,7%      |                      |                          | 17,8%          |               | 0,6%            | 35,2%           | 9,5%                   | 19,1%                               |
| 29 de setembro a 3 de outubro de 2014 | Ibope       | 3%            |                   | 29%        |                      |                          | 25%            |               | 2%              | 41%             | –                      | –                                   |
| 1 a 2 de outubro de 2014              | Futura      | 1,4%          |                   | 10%        |                      |                          | 18%            |               | 0,8%            | 30%             | 10%                    | 31%                                 |

#### Rejeição
| Data                                  | Instituto   | Candidato     | Candidato         | Candidato  | Candidato            | Candidato                | Candidato      | Candidato     | Candidato       | Candidato       | Não rejeita ninguém | Rejeita todos | Não respondeu, não sabe ou indeciso |
| Data                                  | Instituto   | André Moreira | Fabiano Contarato | João Coser | Luiz Cláudio Ribeiro | Luiz Paulo Vellozo Lucas | Neucimar Fraga | Paulo Hartung | Raphael Furtado | Rose de Freitas | Não rejeita ninguém | Rejeita todos | Não respondeu, não sabe ou indeciso |
| ------------------------------------- | ----------- | ------------- | ----------------- | ---------- | -------------------- | ------------------------ | -------------- | ------------- | --------------- | --------------- | ------------------- | ------------- | ----------------------------------- |
| 22 a 24 de outubro de 2013            | Enquet      |               | 10,6%             | 20,6%      |                      |                          |                | 6,0%          |                 | 20,5%           | 16,5%               |               | 25,8%                               |
| 29 a 31 de outubro de 2013            | Futura      |               | 26,9%             | 19,9%      |                      |                          |                | 8,0%          |                 | 28,8%           | 18,9%               | 5,0%          | 5,2%                                |
| 22 a 28 de abril de 2014              | Futura      |               | 23,1%             | 21,9%      |                      |                          |                | 6,4%          |                 | 25,1%           | 23,8%               | 6,6%          | 9,9%                                |
| 23 a 29 de abril de 2014              | FlexConsult |               | 4,3%              | 7,2%       |                      | 5,3%                     | 9,2%           |               |                 | 10,4%           |                     | 13,5%         | 50,1%                               |
| 19 a 27 de junho de 2014              | FlexConsult | 5,7%          | 6,0%              | 12,6%      | 3,0%                 |                          |                |               | 2,5%            | 14,3%           |                     | 21,8%         | 34,1%                               |
| 7 a 10 de julho de 2014               | Futura      | 10,8%         | 7,1%              | 13,1%      |                      |                          |                |               | 8,0%            | 11,3%           | 34,4%               | 6,1%          | 22,3%                               |
| 22 a 23 de julho de 2014              | Enquet      | 7,7%          |                   | 8,3%       |                      |                          | 10,6%          |               | 7,1%            | 9,6%            | 15,8%               |               | 40,9%                               |
| 23 a 25 de julho de 2014              | Brand       | 4,1%          |                   | 12,4%      |                      |                          | 13,4%          |               | 3,6%            | 9,7%            | 42,4%               | 9,1%          | 5,3%                                |
| 24 a 29 de julho de 2014              | FlexConsult | 5,9%          |                   | 10,1%      |                      |                          | 8,4%           |               | 4,3%            | 7,4%            |                     | 20,3%         | 43,6%                               |
| 9 a 11 de agosto de 2014              | Futura      | 10,9%         |                   | 11,0%      |                      |                          | 10,5%          |               | 8,2%            | 11,1%           | 36,0%               | 8,2%          | 17,8%                               |
| 25 a 28 de agosto de 2014             | Enquet      | 8,6%          |                   | 9,1%       |                      |                          | 18,8%          |               | 4,4%            | 10,4%           | 16,7%               |               | 32,1%                               |
| 26 a 28 de agosto de 2014             | Brand       | 4,3%          |                   | 11,4%      |                      |                          | 11,5%          |               | 3,2%            | 6,5%            | 43,0%               | 6,3%          | 13,8%                               |
| 15 a 18 de setembro de 2014           | Enquet      | 7,5%          |                   | 11,3%      |                      |                          | 14,6%          |               | 9,2%            | 6,4%            | 18,2%               |               | 32,8%                               |
| 17 a 19 de setembro de 2014           | Brand       | 4%            |                   | 11%        |                      |                          | 9%             |               | 4%              | 6%              | 55%                 | 6%            | 5%                                  |
| 20 a 27 de setembro de 2014           | FlexConsult | 3,3%          |                   | 10,3%      |                      |                          | 7,7%           |               | 3,0%            | 8,7%            |                     | 23,2%         | 43,8%                               |
| 29 de setembro a 1 de outubro de 2014 | Brand       | 4%            |                   | 13%        |                      |                          | 12%            |               | 4%              | 10%             | 48%                 | 6%            | 4%                                  |
| 30 de setembro a 2 de outubro de 2014 | Enquet      | 3,9%          |                   | 10,5%      |                      |                          | 14,9%          |               | 9,7%            | 7,9%            | 20,5%               |               | 32,5%                               |
| 29 de setembro a 3 de outubro de 2014 | FlexConsult | 4,2%          |                   | 13,2%      |                      |                          | 8,1%           |               | 3,4%            | 8,9%            |                     | 29,1%         | 33,1%                               |